# Russell Javors
Russell Javors, ameriški kitarist in vokalist, * 13. junij 1952, Brooklyn, New York, ZDA.
Russell Javors je ameriški rock kitarist. Najbolj je znan kot nekdanji ritem kitarist spremljevalne skupine Billyja Joela, kjer je sodeloval od leta 1976 do 1989.

## Kariera
V starosti 15 let je Javors igral skladbe skupaj s svojim prijateljem, bobnarjem Libertyjem DeVittom. V srednji šoli je spoznal Douga Stegmeyjerja in Howarda Emersona, s katerima je ustanovil skupino Topper.
Skupina je izvajala skladbe, ki jih je napisal Javors. Kmalu je skupino opazil Billy Joel. Joel je iskal basista za svojo promocijsko turnejo Streetlife Serenade in je zato povabil Stegmeyerja v svojo spremljevalno zasedbo. Stegmeyerju sta kmalu sledila še DeVitto in Javors. S prihodom multiinstrumentalista Richieja Cannate je skupina Topper postala "Billy Joel Band". Javors je pri Joelu igral ritem kitaro od leta 1976 do 1989. 23. oktobra 2014 so bili Javors, Cannata, DeVitto in Stegmeyer (posmrtno), za svoje delo z Joelom, sprejeti v Dvorano slavnih Long Islanda.
Javors je sodeloval tudi pri snemanju albuma Karen Carpenter, Karen Carpenter, ki je izšel leta 1996.

## Joelovi albumi, pri katerih je sodeloval Javors
- Turnstiles (1976)
- 52nd Street (1978)
- Glass Houses (1980)
- Songs in the Attic (1981)
- The Nylon Curtain (1982)
- An Innocent Man (1983)
- Greatest Hits Vol. I & II (1985)
- The Bridge (1986)
- Концерт (1987)
- Greatest Hits Volume III (1997)